# 彼泽·拉森·彼泽森
彼泽·拉森·彼泽森（丹麥語：Peder Larsen Pedersen，1880年11月30日—1966年1月20日），丹麦男子竞技体操运动员。他曾代表丹麦获得1912年夏季奥运会体操比赛男子团体瑞典式银牌。他于1966年在凯特明讷去世。